# Troglosiro tillierorum
Troglosiro tillierorum – gatunek kosarza z podrzędu Cyphophthalmi i monotypowej rodziny Troglosironidae.

## Występowanie
Jak wszyscy przedstawiciele rodzaju jest endemitem Nowej Kaledonii. Znaleziony na górze Ninqua na wysokości 350 m n.p.m..